# モービウス・ザ・リヴィング・ヴァンパイア
モービウス・ザ・リヴィング・ヴァンパイア(Morbius, the Living Vampire)は、ロイ・トーマスとギル・ケインが制作した、マーベル・コミックの漫画に登場するダークヒーローである。初登場は1971年10月に発売されたAmazing Spider-Man #101。2022年に、主人公に据えられた映画『モービウス』が公開された。
スパイダーマンの原作者であるスタン・リーはロイ・トーマスと絵師ギル・ケインとともに、生きながらにして吸血鬼じみた性質をもつキャラクターを生み出し、吸血鬼の登場を制限していたコミックス倫理規定委員会の規制を潜り抜けることができた。
モービウスの一件をみて、コミックス倫理規定委員会は漫画出版社に吸血鬼の登場を許し、マーベル・コミックはドラキュラを出すことができた。
ロイ・トーマスによると、モービウスという名の由来は『禁断の惑星』の登場人物・モービアス博士の名からきているとのことである。

## 出版上の歴史
Dr. マイケル・モービウス名義での初登場は1971年に出版されたアメイジング・スパイダーマン#101で、Six-Arms Saga騒動に登場した。
彼の主役作品は、1972年-1975年に賭けて出版されたマーベルコミックスの隔月誌 en:Adventure into Fearアンソロジー の#20-31。1970年代半ばには、彼の単独主役作品である、白黒漫画en:Vampire Tales(全11冊)が出版され、年刊誌も出版された。
1992年,モービウスは"Rise of the Midnight Sons"というマーベルのスーパーナチュラル/ホラーのクロスオーバーの一環であるMorbius the Living Vampireで主役をとった。1992年の夏に32冊分が出版され、1995年春に連載終了し、後期は、催眠術や飛行能力、超能力などが加わった。
単発作品には Morbiusのライターレン・カミンスキーによるSpider-Man/Venom/Morbiusが1993年に発行される予定だったが、編集上のトラブルで出版に至らず、ライターがシリーズから降板する事態を招いた。
後に1992年から1993年にかけてMorbius Revisited が出版され、その作品の設定を一部受け継いだAdventure into Fear #27-31も出版された。そして en:Marvel Comics Presents #144 (1993), Midnight Sons Unlimited #2 (1993), en:Strange Tales: Dark Corners #1 (1998)、en:Amazing Fantasy, Vol.2 #18 (2005)といった単独出演回も出版され、2007年5月にはLegion of Monsters: Morbiusという単発作品も出版された。
また、マーベル・ゾンビーズ3,マーベル・ゾンビーズ4に敵として登場したことがある。

## 人物
マイケル・モービウスとしてギリシアに生まれた。かつてはノーベル賞を受賞したこともある生化学者だったが、特殊な血液の病にかかってしまい、親友のエミール・ニコルズ、秘書兼婚約者であるマルティーヌ・バンクロフトと共に吸血蝙蝠と電気けいれん療法を用いた治療法を自らの体で行った。その結果、飛行が可能になり治癒力が向上しただけでなく、他人の血を吸わないと生きていられなくなり、エミールを殺してしまう。また、光にあたることもできなくなるという吸血鬼じみた体質になってしまった。さらに犬歯が伸びて牙状になっただけでなく、肌が白墨のように白くなり、鼻も蝙蝠のそれに近くなった。
スパイダーマンとリザードが手を組んだとき、倒された事があり、後に治療法を探すことになるが、スパイダーマンや、当時Xメンの一員だったヒューマントーチと戦う羽目にもなってしまった。
ジョン・ジェイムソンが再びマンウルフになってしまうきっかけを作ったこともあり、このためマンウルフと共に再びスパイダーマンとたたかった。
それからしばらくしてDemon-Fire Cultからアマンダ・セイントを助け、両親を探す手助けもした。Reverend Daemondとも戦い,Caretakers of Arcturus IVにも参加した。
キャットピープルの家Land Withinと惑星Arcturus IVを訪れたこともあった。
ブレイドと最初に協力したこともあり、それからサイモン・ストラウド（Simon Stroud）の仲間になって Helleyesと戦い、"Legion of Monsters,"と共にStarseedと戦った。
en:Living Eraserに参加していた時はザ・シングとも戦い、Dimension Zまで来たこともあったが、地球に戻ってからはまたスパイダーマンとたたかった。
またスパイダーマンとたたかったとき、強い光があたり、血に飢える性質以外の吸血鬼じみた性質はある程度改善され、ドクター・ストレンジと初めて出会ったことで、その性質は改善された。
ドクター・ストレンジとブラザー・ブードゥーと共に、 Marie Leveauと戦った後、純粋な吸血鬼たちの復活を目にした。その後ニューヨークの下水管でスパイダーマンと一戦を交えた。
ジャック・ラッセル（ワーウルフ・バイ・ナイト）とは、en:West Coast Avengers#5でモービウスがジャックの呪いに対処するのを手伝ってくれた時以来からの知り合いであり、ジャック・ラッセルもモービウス・ザ・リヴィング・ヴァンパイア(Morbius the Living Vampire)誌によく出てきた。また、モービウスは、ジョニー・ブレイズ（ゴーストライダー）やマンシング(en:Man-Thing)とともに、一時的だがレギオンス・オブ・モンスターズという団体を組んだこともある。
2009年のシリーズPunisher(#17からFranken-Castleに変更)で、モービウスはニューヨーク市の下水道でパニッシャーの遺体を見つけ、リーグ・オブ・モンスターズの面々とともにパニッシャーをフランケンシュタインの怪物のような姿に生き返らせた。

## 他メディアへの出演

### テレビ番組
1994年度版『スパイダーマン』の第2シーズン第1話『インシディアス・シックス パート1』で留学生のマイケル・モービウスとして初登場を果たし、続くパート2にも出演した。この際、後にブラックキャットとなるフェリシア・ハーディと恋に落ちる。
『吸血鬼モービウス』という回では、ピーターの科学的な競争がお互いにとってよろしくないだろうと考えたうえで、ピーター・パーカーの血の入った薬瓶を盗んだ。ラボでピーターの血液を使った実験をしている際、飼っていた吸血蝙蝠が実験中に逃げ出し、ピーターの血を飲みだした。モービウスが追い払おうとしたところ、噛まれて放射能を含んだピーターの血液が体内に入り、生ける吸血鬼と化してしまった。
その直後の回である『パニッシャーの追跡』、『スパイダーマンの苦悩』、『バンパイヤ・ハンター ブレイド』、『不死身のバンパイヤ』、そしてシーズン4の『目覚めるモービウス』と『バンパイヤ・クイーン』ではしばらく敵として登場するが、『バンパイヤ・クイーン』の結末で、は悪しき吸血鬼としているのをやめ、ブレイドと ブラックキャット とともに、ブレイドの母ミリアムを止めることになった。
アニメ版"Secret Wars"第2話の最初と最後に、 カメオ出演する。ブレイドと一緒にいた彼は、ミリアムのことだけでなく、ブラックキャットの行方も気にしていた。(このときブラックキャット本人はスパイダーマンに協力するため、地球からシークレットウォーの舞台である、さる惑星まで転送されていた)。フォックス放送が厳しい検閲を敷いていたため、設定は原作と異なる。たとえば、原作では牙で噛みついて吸血するのに対し、このバージョンでは手についた吸盤で血を吸うという、マーベルコミックにおけるもう一人の生ける吸血鬼ブラッドスクリームと似たようなキャラクターになってしまった。また、原語版では血という言葉は使われず、プラズマという言葉に置き換えられていた（ただし、日本語版では血という言葉が使われている）。
『スパイダーマン』ではニック・ジェイムソンが声を担当した 。吹き替えは 斧アツシが担当。

### 映画
『ブレイド』のDVD映像特典「マグラの書」で、もう一つのエンディングが存在する。そのエンディングにはフロストが死んだ後、ブレイドが屋根の上を歩き、布に隠れたある人物をちらりと見るというものだった。脚本担当者のデヴィッド・S・ゴイヤーはモービウスのつもりで描き、続編の大きな敵にしたかったという。しかし、敵としてリーパーが採用されたためモービウスの出演は見送られた。
2022年、ソニーズ・スパイダーマン・ユニバースの第3作目として『モービウス』のタイトルで公開。

### コンピュータゲーム
- メガドライブ用ゲームソフト『MAXIMUM CARNAGE スパイダーマン&ベノム カーネイジの逆襲』ではNPCとして登場する。呼ばれた際、スパイダーマンの行動によっては敵をやっつけてくれることがある。また、Wii/PS2/PSP 版『スパイダーマン3』では、スパイダーマンがモービウスの治療薬となる材料を探すのに時間を費やすことになり、戦いに巻き込まれることもある。このときの声優はショーン・ドネラン。

## 参考資料
- Morbius - Comic Book DB
- Morbius at the Big Comic Book DataBase
- Morbius, the Living Vampire - Grand Comics Database
- Morbius, the Living Vampire[リンク切れ] at the Unofficial Handbook of Marvel Comics Creators
- Morbius Revisited - Grand Comics Database
- Morbius Revisited[リンク切れ] at the Unofficial Handbook of Marvel Comics Creators